# SMS V 4
Az SMS V 4 a Császári Haditengerészet egyik rombolója – korabeli német meghatározás szerint nagy torpedónaszádja (Großes Torpedoboot) – volt a V 1-osztályból. A romboló részt vett az északi-tengeri front mindhárom jelentősebb összecsapásában, a helgolandi csatában, a doggerbanki csatában és a skagerraki csatában. A skagerraki csatából visszatérőben 1916. június 1-én hajnalban aknára futott. Túlélői kimentése után a súlyosan sérült hajót egyik testvérhajója süllyesztette el.

## Építése
A Kaiserliche Marine 1911-ben 12 romboló (torpedónaszád) megépítésére adott ki megrendelést a flottaépítési terv azévi részeként. A flottilla egységeiből hatot a stettini AG Vulcantól, hatot wilhelmshaveni Germaniawerfttől rendeltek meg.
Az 1911-es mintájú rombolókat kisebbeknek építették a korábbi évek egységeinél, hogy jobban tudjanak manőverezni és ezáltal jobban együtt tudjanak működni a flottával. Az új hajóosztállyal a rombolók ismét számozást kaptak. A méret növelése a hajók tengerállóságának csökkenésével járt együtt.
A V 4-et 1911. december 23-án bocsátották vízre Stettinben és 1912. június 15-én állították szolgálatba. 
A teljes hosszúsága 71,1 m, vízvonal menti hosszúsága 70,2 m, szélessége 7,6 m, merülése 3,11 m volt. Normál vízkiszorítása 569 t, teljes terhelés melletti vízkiszorítása 697 t volt. 
Három széntüzelésű és egy olajtüzelésű vízcsöves kazánja táplálta a két közvetlen meghajtású gőzturbinát, melyek teljesítményét 17 000 LE-re becsülték és amivel 32 csomó végsebességet tudott elérni. Az üzemanyagkészletét képező 107 t szénnel és 78 t olajjal 1190 tmf volt a hatótávolsága 17 csomós sebesség mellett, ami 29 csomóval való haladás esetén 490 tmf-re csökkent.
A fegyverzete két 8,8 cm űrméretű, 30-as kaliberhosszúságú gyorstüzelő löveg (8.8 cm SK L/30) és négy 50 cm-es torpedóvető cső alkotta. Alkalmas volt ezen kívül 18 tengeri akna szállítására. Az ágyúit 1916-ban hasonló űrméretű, de jóval erősebb, 45-ös kaliberhosszúságú lövegekre cserélték. The ship had a crew of 74 officers and other ranks.

## Szolgálata
1914 májusában a V 4 az V. rombolóflottilla 10. romboló-félflottillájához tartozott. Az első világháború elején, 1914. augusztus 28-án egy csatacirkálókkal támogatott rombolókból és cirkálókból álló brit kötelék ütött rajta a Helgolandi-öbölben őrjáratozó német rombolókon. Az V. rombolóflottillát, közte a V 4-et kiküldték a Helgoland szigetén lévő bázisról, hogy a közelben észlelt tengeralattjárókat felkutassa. Ezeket a tengeralattjárókat a britek csalétekként küldték ki, hogy az ellenük küldött német hadihajókra lecsaphassanak. A német rombolók összefutottak a britek rombolóival. A német flottilla igyekezett kitérni előlük, de a V 1 és a V 4 nem tudták elérni a teljes sebességüket és a felmentésükre érkező Stettin könnyűcirkáló beérkezése előtt számos találatot kaptak. Az összecsapásban azonban a németek három könnyűcirkálót és egy rombolót veszítettek el a túlerővel folytatott harcban.
A V 4 részt vett a szintén balul sikerült doggerbanki csatában 1915 januárjában.
A skagerraki csata során a 10. romboló-félflottilla tagjaként a csatahajókat kísérte. A csatából visszatérőben június 1-én 03:15-kor aknára futott. A hajó orrát leszakító robbanás végzett 18 tengerésszel és megsebesített négyet. A túlélők kimentése után testvérhajója, a V 6 elsüllyesztette a magára hagyott sérült hajót ágyúlövésekkel és egy torpedóval.

## Fordítás
- Ez a szócikk részben vagy egészben  a   SMS V4 című angol Wikipédia-szócikk ezen változatának fordításán alapul.  Az eredeti cikk szerkesztőit annak laptörténete sorolja fel. Ez a jelzés csupán a megfogalmazás eredetét és a szerzői jogokat jelzi, nem szolgál a cikkben szereplő információk forrásmegjelöléseként.

## Forrás
- Campbell, John. Jutland: An Analysis of the Fighting. London: Conway Maritime Press (1998). ISBN 0-85177-750-3
- Conway's All The World's Fighting Ships 1906–1921. London: Conway Maritime Press (1985). ISBN 0-85177-245-5
- Gröner, Erich. Die deutschen Kriegsschiffe 1815–1945: Band 2: Torpedoboote, Zerstörer, Schnelleboote, Minensuchboote, Minenräumboote (german nyelven). Koblenz, Germany: Bernard & Graefe Verlag (1983). ISBN 3-7637-4801-6
- Massie, Robert K.. Castles of Steel: Britain, Germany and the Winning of the Great War at Sea. London: Vintage Books (2007). ISBN 978-0-099-52378-9
- Monograph No. 11: Heligoland Bight—The Action of August 28, 1914, Naval Staff Monographs (Historical). The Naval Staff, Training and Staff Duties Division, 110–166. o. (1921). OCLC 220734221
- Monograph No. 12: The Action of Dogger Bank—24th January 1915, Naval Staff Monographs (Historical). The Naval Staff, Training and Staff Duties Division, 209–226. o. (1921). OCLC 220734221
- Rangeliste der Kaiserlisch-Deutschen Marine für das Jahr 1914 (german nyelven). Berlin: Ernst Siegfried Mittler und Sohn (1914)